# Рангіпо

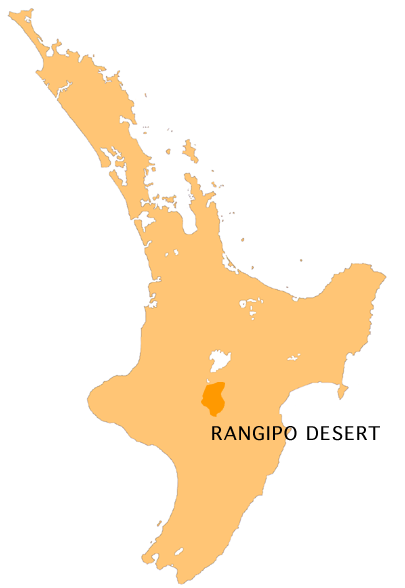
Розташування пустелі Рангіпо

Рангіпо (англ. Rangipo Desert) — невелика, але досить сувора напівпустельна місцевість у центрі Північного острова Нової Зеландії. Розташована на Центральному вулканічному плато. Загальна площа — приблизно 1000 км2. Пустелю перетинає 1-ша новозеландська траса Північ — Південь (так звана «пустельна траса»). На північ від пустелі розташоване велике кратерне озеро Таупо. Поблизу розташовані вулкани Руапеху, Тонгаріро і Нгаурухое. Пустеля утворилась на висоті 600—1500 м у гірському регіоні Кайманава.

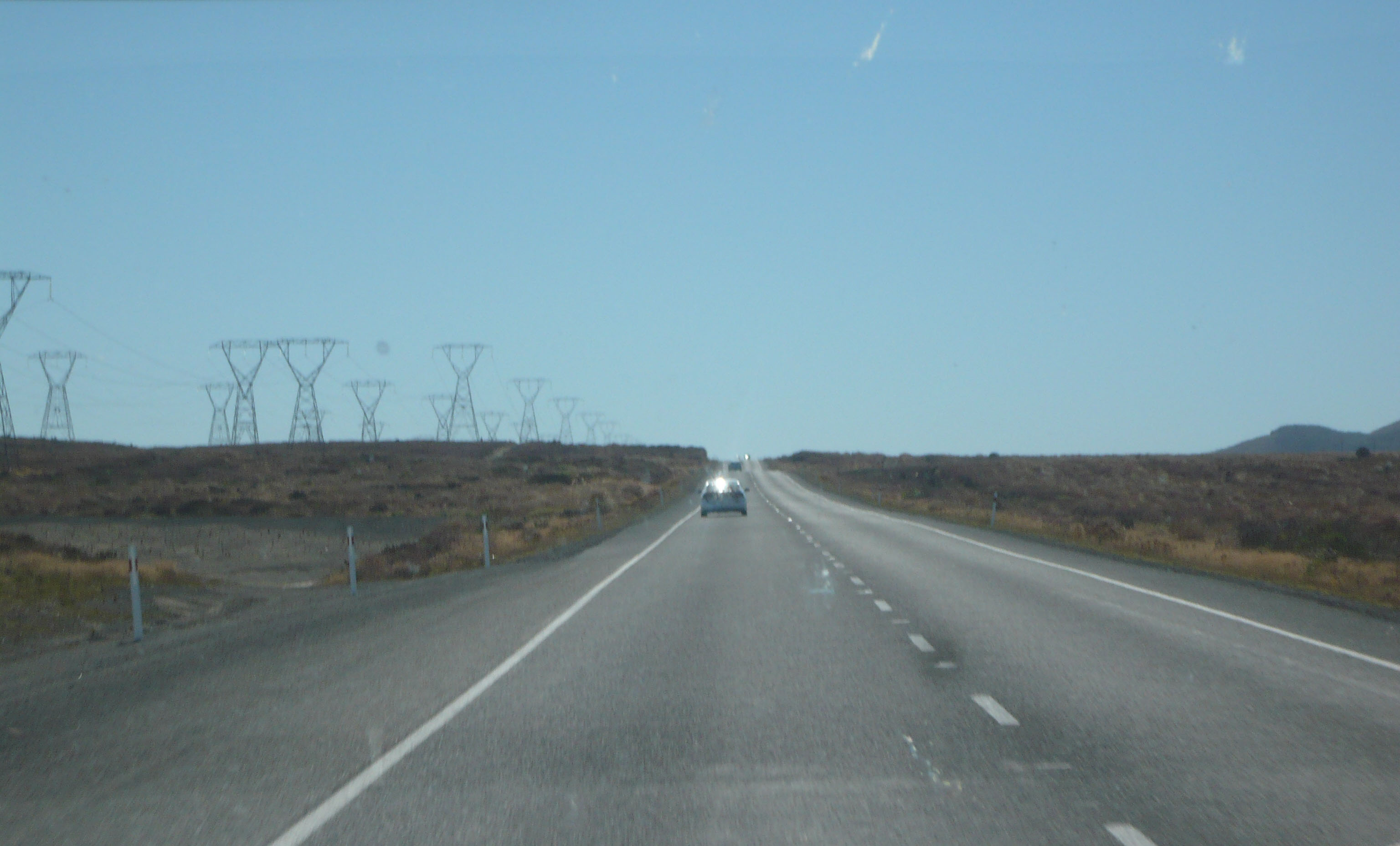
Т. зв. «пустельна траса»

У пустелі Рангіпо щорічно випадає 1500—2500 мм опадів, але її пористі супіщані ґрунти практично не втримують вологу, а потужні вітри пришвидшують випаровування та ерозію. Зимою нерідко бувають сильні снігопади. Уночі в пустелі спостерігаються заморозки до 270 днів на рік, тим часом як на узбережжі морозних днів не більше 30.
У пустелі Рангіпо у 2000 році знімались деякі сцени фільму Володар Перснів.